# Liste der Baudenkmäler in Irschenberg

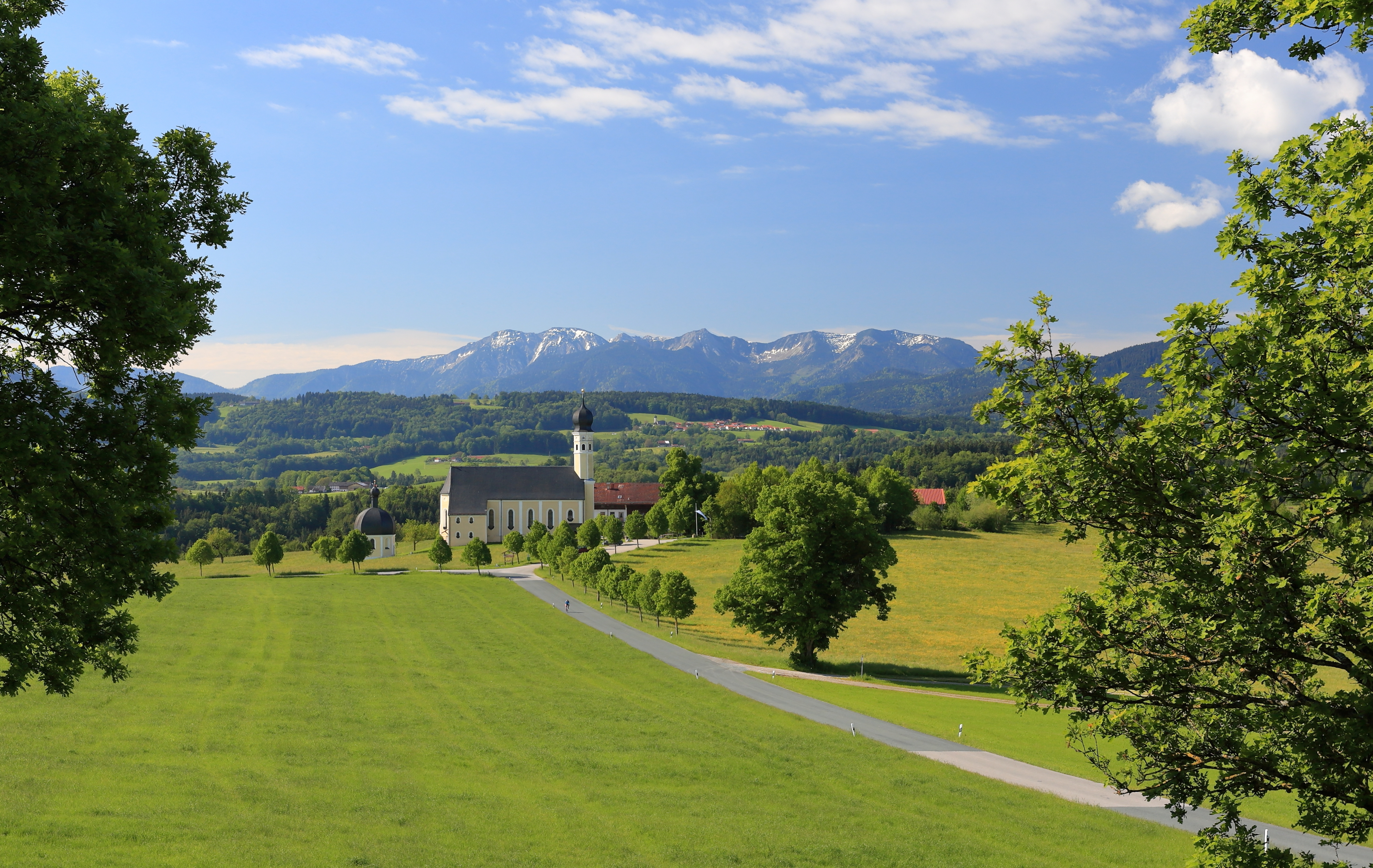
Wallfahrtskirche St. Marinus und Anian in Wilparting

Auf dieser Seite sind die Baudenkmäler in der oberbayerischen Gemeinde Irschenberg zusammengestellt. Diese Tabelle ist eine Teilliste der Liste der Baudenkmäler in Bayern. Grundlage ist die Bayerische Denkmalliste, die auf Basis des Bayerischen Denkmalschutzgesetzes vom 1. Oktober 1973 erstmals erstellt wurde und seither durch das Bayerische Landesamt für Denkmalpflege geführt wird. Die folgenden Angaben ersetzen nicht die rechtsverbindliche Auskunft der Denkmalschutzbehörde.

## Baudenkmäler nach Ortsteilen

### Irschenberg
| Lage                                    | Objekt                                                        | Beschreibung | Akten-Nr.     | Bild           |
| --------------------------------------- | ------------------------------------------------------------- | --- | ------------- | -------------- |
| Kirchplatz 1 (Standort)                 | Katholische Pfarrkirche St. Johannes d. Täufer                | Wandpfeilersaalkirche mit eingezogenem Chor, barocker Neubau von Johann Mayr d. Ä. von der Hausstatt (1643–1718), 1696/97, gotisierender, steinsichtiger Tuffquaderturm mit Spitzhelm, 1870; mit Ausstattung | D-1-82-123-1  | weitere Bilder |
| Kirchplatz 1 (Standort)                 | Kriegerdenkmal                                                | Figur eines Kriegers mit Fahne und Schwert, begleitet vom bayerischen Löwen, über hohem Sockel mit Inschriftentafeln, 1923                                                                                   | D-1-82-123-92 | weitere Bilder |
| Kirchplatz 7; Kirchplatz 7 a (Standort) | Wohnteil des ehemaligen Bauernhauses, sogenannt „Beim Bauern“ | Flachsatteldachbau mit Blockbau-Obergeschoss, bezeichnet mit 1642, umlaufende Laube und Giebellaube wohl Ende 18. Jahrhundert                                                                                | D-1-82-123-2  | weitere Bilder |

### Frauenried
| Lage                                            | Objekt                             | Beschreibung | Akten-Nr.              | Bild           |
| ----------------------------------------------- | ---------------------------------- | --- | ---------------------- | -------------- |
| Frauenried 2 (Standort)                         | Katholische Filialkirche St. Maria | Fünfachsiger spätgotischer Saalbau mit eingezogenem Chor und Nordturm, Mitte 15. Jahrhundert, Inneres und Turmobergeschoss barockisiert, 2. Hälfte 18. Jahrhundert; mit Ausstattung Friedhofsummauerung Friedhof mit schmiedeeisernen Grabkreuzen des 18./19. Jahrhunderts | D-1-82-123-12          | weitere Bilder |
| Frauenried 3 (Standort)                         | Ehemaliges Bauernhaus              | Einfirstanlage mit Hakenschopf, zweigeschossiger Wohnteil mit Flachsatteldach, umlaufender Laube und Giebellaube, im Kern Blockbau, wohl 17. Jahrhundert, Verputz 18. Jahrhundert, Wirtschaftstrakt zu Wohnzwecken ausgebaut Ehemaliger Getreidekasten, Flachsatteldachbau mit Blockbau-Obergeschoss, bezeichnet 1569, neuzeitlich als Wohnhaus ausgebaut Ehemalige Badstube, 2. Hälfte 18. Jahrhundert, neuzeitlich umgebaut; nördlich vom Haus | D-1-82-123-13          | weitere Bilder |
| Kapellenfeld, nordöstlich der Kirche (Standort) | Wegkapelle                         | Seestallerkapelle; mit Steildach, wohl 2. Hälfte 17. Jahrhundert; | D-1-82-123-14 Wikidata | weitere Bilder |

### Niklasreuth
| Lage                     | Objekt                                           | Beschreibung | Akten-Nr.     | Bild           |
| ------------------------ | ------------------------------------------------ | --- | ------------- | -------------- |
| Niklasreuth 1 (Standort) | Katholische Pfarrkirche St. Nikolaus             | Wandpfeilersaalkirche mit eingezogenem Chor und Südturm, Neubau unter Einbeziehung des spätgotischen Chores und mittelalterlichen Turmunterbaus durch Johann Mayr d. Ä. von der Hausstatt, 1694/97, umgestaltet 1779, Turm erhöht 1709; mit Ausstattung Lourdeskapelle im Friedhof, 1886 | D-1-82-123-49 | weitere Bilder |
| Niklasreuth 4 (Standort) | Wohnteil des Bauernhauses, sogenannt „Beim Moar“ | Flachsatteldachbau mit Blockbau-Obergeschoss, Balusterlaube, Giebellaube und geschnitzter Haustür, 1804 erbaut | D-1-82-123-50 | weitere Bilder |
| Niklasreuth 5 (Standort) | Gasthaus, sogenannt „Beim Ruhwandl“              | Zweigeschossiger verputzter Flachsatteldachbau mit Kniestock, breiter Giebellaube und Lüftlmalereien, bezeichnet mit 1767 | D-1-82-123-51 | weitere Bilder |

### Oberhasling
| Lage                      | Objekt                    | Beschreibung                                                                                               | Akten-Nr.     | Bild                      |
| ------------------------- | ------------------------- | --- | ------------- | ------------------------- |
| In Oberhasling (Standort) | Ortskapelle St. Maria     | Satteldachbau mit leicht eingezogenem Chor und Dachreiter, 17. Jahrhundert; mit Ausstattung                | D-1-82-123-53 | weitere Bilder            |
| Oberhasling 4 (Standort)  | Wohnteil des Bauernhauses | Flachsatteldachbau mit Blockbau-Obergeschoss, umlaufender Laube und Giebellaube, 1. Hälfte 18. Jahrhundert | D-1-82-123-54 | Wohnteil des Bauernhauses |
| Oberhasling 6 (Standort)  | Bundwerk                  | Am Wirtschaftsteil des Bauernhauses, bezeichnet mit 1836                                                   | D-1-82-123-55 | weitere Bilder            |

### Reichersdorf
| Lage                       | Objekt                                 | Beschreibung | Akten-Nr.     | Bild                                   |
| -------------------------- | -------------------------------------- | --- | ------------- | -------------------------------------- |
| Reichersdorf 6 (Standort)  | Katholische Filialkirche St. Leonhard  | Spätgotische Tuffsteinkirche mit leicht eingezogenem Chor, an der Nordseite Oratoriengang und Außenarkaden im Erdgeschoss, 1496, barocker Ausbau 1760/72, neugotischer Turm 1846; mit Ausstattung Friedhofsmauer, Tuffquader, wohl 18. Jahrhundert | D-1-82-123-61 | weitere Bilder                         |
| Reichersdorf 19 (Standort) | Allerheiligenkapelle,                  | Frühbarocker Zentralbau über längsovalem Grundriss mit großer Kuppelhaube, 1644; mit Ausstattung | D-1-82-123-62 | weitere Bilder                         |
| Reichersdorf 3 (Standort)  | Einfirstanlage, Gasthaus Rank          | Zweigeschossiger Flachsatteldachbau mit Laube und Giebellaube, große Eingangsnische, erbaut im alpenländischen Heimatstil, 1916 | D-1-82-123-63 | weitere Bilder                         |
| Reichersdorf 7 (Standort)  | Wohnteil des ehemaligen Bauernhauses   | Zweigeschossiger Blockbau mit verbrettertem Giebelfeld und Laube, Mitte 17. Jahrhundert | D-1-82-123-64 | weitere Bilder                         |
| Reichersdorf 10 (Standort) | Einfirsthof, sogenannt „Beim Berthold“ | Zweigeschossiger Flachsatteldachbau mit Putzbandgliederung und Lüftlmalerei, am Wirtschaftsteil Bundwerk, 1836 | D-1-82-123-65 | Einfirsthof, sogenannt „Beim Berthold“ |
| Reichersdorf 11 (Standort) | Kleinbauernhaus                        | Flachsatteldachbau mit giebelseitig verputztem Blockbau-Obergeschoss, bezeichnet mit 1719, mit Laube und verbrettertem Giebelfeld, Wirtschaftsteil erneuert                                                                                        | D-1-82-123-66 | Kleinbauernhaus                        |
| Neukircher Feld (Standort) | Bildstock                              | Tuffpfeiler, bezeichnet mit 1632; an der Straße nach Neukirchen | D-1-82-123-67 | Bildstock                              |

### Andere Ortsteile
| Lage                                                                  | Objekt                                                         | Beschreibung | Akten-Nr.              | Bild                                                          |
| --------------------------------------------------------------------- | -------------------------------------------------------------- | --- | ---------------------- | ------------------------------------------------------------- |
| Ahrain 2 (Standort)                                                   | Wohnteil des Bauernhauses                                      | Flachsatteldachbau mit Blockbau-Obergeschoss, umlaufender Laube und Giebellaube, bezeichnet mit 1626 | D-1-82-123-4           | weitere Bilder                                                |
| Alb 1 (Standort)                                                      | Katholische Filial- und Wallfahrtskirche St. Anian             | Saalbau mit leicht eingezogenem quadratischen Chor und Dachreiter, um 1759 auf gotischer Grundlage erbaut; mit Ausstattung | D-1-82-123-5           | weitere Bilder                                                |
| Aufham 6 (Standort)                                                   | Einfirsthof, sogenannt „Beim Heißn“                            | Flachsatteldachbau mit Blockbau-Obergeschoss und umlaufender Laube, 1. Hälfte 18. Jahrhundert | D-1-82-123-6           | Einfirsthof, sogenannt „Beim Heißn“                           |
| Flur Aufham, ca. 500 Meter südostwärts Unterleiten im Wald (Standort) | Schnellriederkapelle                                           | Lourdeskapelle, Massivbau mit Satteldach, Dachreiter und Putzgliederungen im neugotischen Stil, nach 1887 | D-1-87-122-21 Wikidata | weitere Bilder                                                |
| In Bäck (Standort)                                                    | Bildstock                                                      | Tuffpfeiler mit Bildnische und Kreuzaufsatz, bezeichnet mit 1637 | D-1-82-123-8           | Bildstock                                                     |
| Briefer 1 (Standort)                                                  | Bauernhaus                                                     | Flachsatteldachbau in Blockbauweise, Ende 16./Anfang 17. Jahrhundert, Erdgeschoss im 18. oder 19. Jahrhundert verputzt, umlaufende Brettbalusterlaube, 2. Hälfte 18. Jahrhundert                                                                         | D-1-82-123-9           | weitere Bilder                                                |
| Buchfeld 1 (Standort)                                                 | Ehemaliges Bauernhaus                                          | Zweigeschossiger Blockbau, Obergeschoss verbrettert, mit umlaufender Laube, 1. Hälfte 17. Jahrhundert | D-1-82-123-10          | Ehemaliges Bauernhaus                                         |
| Fuß 1 (Standort)                                                      | Bauernhaus                                                     | Flachsatteldachbau mit Blockbau-Obergeschoss um 1760/80, umlaufende Laube und Giebellaube später, Wirtschaftsteil wohl 19. Jahrhundert | D-1-82-123-15          | Bauernhaus                                                    |
| In Großschönau (Standort)                                             | Hofkapelle                                                     | Schlichter Putzbau, 2. Hälfte 19. Jahrhundert; mit Ausstattung | D-1-82-123-17          | Hofkapelle                                                    |
| Grund 1 (Standort)                                                    | Bauernhaus                                                     | Zweigeschossiger Flachsatteldachbau mit ausladendem Blockbau-Kniestock, Balusterlaube und Giebellaube, aufgedoppelte Haus- und Laubentür, First bezeichnet mit 1776, Dach Ende 19./Anfang 20. Jahrhundert                                                | D-1-82-123-18          | Bauernhaus                                                    |
| Harraß 1 (Standort)                                                   | Bauernhaus (Altbau)                                            | Flachsatteldachbau mit Blockbau-Obergeschoss, 2. Hälfte 17. Jahrhundert, geschnitzte Haustür um 1810, umlaufende Balusterlaube Anfang 19. Jahrhundert | D-1-82-123-20          | Bauernhaus (Altbau)                                           |
| Nähe Heimberg (Standort)                                              | Hofkapelle                                                     | Satteldachbau mit eingezogenem Chor und Dachreiter, um 1900 | D-1-82-123-21          | weitere Bilder                                                |
| Heißkistler 1 (Standort)                                              | Ehemaliges Bauern- und Kistleranwesen                          | Flachsatteldachbau mit Blockbau-Obergeschoss, bezeichnet mit 1633, Laube und Giebellaube, nördlicher Anbau unter geschlepptem Dach wohl 19. Jahrhundert                                                                                                  | D-1-82-123-22          | Ehemaliges Bauern- und Kistleranwesen                         |
| Hofer 1 (Standort)                                                    | Wohnteil des Bauernhauses,                                     | Zweigeschossiger Blockbau, bezeichnet mit 1693, mit umlaufender Laube und Giebellaube in verbrettertem Giebeldreieck, Erdgeschoss zum Teil neuzeitlich ausgemauert                                                                                       | D-1-82-123-25          | Wohnteil des Bauernhauses,                                    |
| Hofreuth 4 (Standort)                                                 | Einfirsthof                                                    | Zweigeschossiger Flachsatteldachbau mit Balusterlaube, Giebellaube und Freitreppe, verputzter Blockbau, bezeichnet mit 1782, Lüftlmalereien von Jakob Pöhaim (Beham) bezeichnet mit 1786, Wirtschaftstrakt um 1900                                       | D-1-82-123-26          | weitere Bilder                                                |
| Hollerthal 1 (Standort)                                               | Bauernhaus                                                     | Zweigeschossiger Flachsatteldachbau mit verputztem Blockbau-Obergeschoss und traufseitiger Laube, 18. Jahrhundert | D-1-82-123-27          | BW                                                            |
| Jedling 8 (Standort)                                                  | Ehemaliges Bauernhaus                                          | Zweigeschossiger verputzter Flachsatteldachbau, im Kern Blockbau, mit giebelseitiger Laube und Hochlaube, First bezeichnet mit 1821 | D-1-82-123-28          | Ehemaliges Bauernhaus                                         |
| Jedlinger Mühle 1 (Standort)                                          | Ehemaliges Bauernhaus und Mühle, jetzt Gasthaus                | Flachsatteldachbau, Wohnteil mit Blockbau-Obergeschoss, traufseitiger Laube und Giebellaube, 1. Drittel 18. Jahrhundert, am Wirtschaftsteil Bundwerk, 18. Jahrhundert                                                                                    | D-1-82-123-29          | Ehemaliges Bauernhaus und Mühle, jetzt Gasthaus               |
| Jedlinger Mühle 1 (Standort)                                          | Bildstock                                                      | Tuffpfeiler, mit Bildnische, wohl 16. Jahrhundert; neben Jedlinger Mühle 1 als Brunnensäule genutzt | D-1-82-123-30          | Bildstock                                                     |
| Kalten 1 (Standort)                                                   | Bauernhaus                                                     | Einfirsthof mit Widerkehr, zweigeschossiger Wohnteil mit giebelseitigen Balkonen und Putzgliederung, bez. 1901. | D-1-82-123-93          | weitere Bilder                                                |
| Karrenhub 1 (Standort)                                                | Einfirsthof                                                    | Stattlicher zweigeschossiger Flachsatteldachbau, Giebeldreieck und Kniestock in Blockbauweise, Balusterlaube und große Giebellaube, geschnitzte Haus- und Laubentür, barocke Hausfiguren, einheitlich 1806                                               | D-1-82-123-31          | Einfirsthof                                                   |
| Karrenhub 2 (Standort)                                                | Hofkapelle                                                     | Putzbau mit Satteldach, 1806; mit Ausstattung | D-1-82-123-32          | Hofkapelle                                                    |
| Kindler 1 (Standort)                                                  | Hofkapelle                                                     | Schlichter Bau, mit Lourdesgrotte, 1. Hälfte 19. Jahrhundert; mit Ausstattung | D-1-82-123-33          | Hofkapelle                                                    |
| Kirchsteig 4 (Standort)                                               | Ehemaliges Zuhaus, jetzt Werkstatt                             | In den Hang gesetzter Bau mit verbrettertem Aufbau (Tenne) und Flachsatteldach, 1825 | D-1-82-123-34          | Ehemaliges Zuhaus, jetzt Werkstatt                            |
| Flur Köck; Köck 1 (Standort)                                          | Hofkapelle                                                     | Putzbau mit Steildach, wohl um 1900; mit Ausstattung | D-1-82-123-35          | weitere Bilder                                                |
| Flur Kogel (Standort)                                                 | Hofkapelle                                                     | Schlichter Bau mit Walmdach, 1949; mit Ausstattung | D-1-82-123-36          | weitere Bilder                                                |
| Lanzing 6 (Standort)                                                  | Einfirsthof                                                    | Flachsatteldachbau mit verputztem Blockbau-Obergeschoss von 1686, umlaufende Balusterlaube des 18. Jahrhunderts, Kniestock mit Giebellaube und Dach Ende 19. Jahrhundert, hakenförmiger Wirtschaftsbau, wohl um 1900                                     | D-1-82-123-38          | Einfirsthof                                                   |
| Lanzing 6 (Standort)                                                  | Hofkapelle                                                     | Schlichter Bau, mit Lourdesgrotte, 1. Hälfte 19. Jahrhundert; mit Ausstattung | D-1-82-123-39          | weitere Bilder                                                |
| Lehermann 1 (Standort)                                                | Bauernhaus                                                     | Flachsatteldachbau mit Blockbau-Obergeschoss und traufseitiger Balusterlaube, 1. Hälfte 17. Jahrhundert, Wirtschaftsteil erneuert | D-1-82-123-40          | Bauernhaus                                                    |
| Loder 1 (Standort)                                                    | Bauernhaus                                                     | Flachsatteldachbau mit Kniestock, Balusterlaube und breiter Giebellaube, geschnitzte Haustür bezeichnet mit 1815 | D-1-82-123-41          | weitere Bilder                                                |
| Loiderding 3 (Standort)                                               | Bauernhaus „Beim Kogler“                                       | Flachsatteldachbau mit Blockbau-Obergeschoss, Balusterlaube und Giebellaube, bezeichnet mit 1791, Wirtschaftsteil erneuert | D-1-82-123-42          | weitere Bilder                                                |
| Loiderding 5 (Standort)                                               | Wohnteil des Bauernhauses, sogenannt „Beim Bichlweber“         | Flachsatteldachbau mit Blockbau-Obergeschoss, verbretterter Giebellaube und traufseitiger Laube, bezeichnet mit 1674, Wirtschaftsteil erneuert | D-1-82-123-43          | weitere Bilder                                                |
| Flur Marksteiner (Standort)                                           | Steinkreuz                                                     | Tuff, 2. Hälfte 18. Jahrhundert; am Weg zwischen Marksteiner und Mösl | D-1-82-123-44          | weitere Bilder                                                |
| Moos 1 (Standort)                                                     | Bauernhaus                                                     | Flachsatteldachbau mit Blockbau-Obergeschoss, Balusterlaube und Giebellaube, um 1720 | D-1-82-123-45          | weitere Bilder                                                |
| Moosbauer 1 (Standort)                                                | Wohnteil eines Bauernhauses                                    | Flachsatteldachbau mit Blockbau-Obergeschoss, Laube und verbrettertem Giebelfeld, 1. Drittel 17. Jahrhundert | D-1-82-123-46          | weitere Bilder                                                |
| Moosweber 1 (Standort)                                                | Kleinbauernhaus                                                | Mit verputztem Wohnteil und Giebellaube, Wirtschaftstrakt hakenförmig, bezeichnet mit 1804 | D-1-82-123-47          | weitere Bilder                                                |
| Niederhasling 6 (Standort)                                            | Einfirsthof                                                    | Zweigeschossiger Flachsatteldachbau in unverputztem Tuffsteinmauerwerk, mit traufseitiger Laube und Giebellaube, 2. Viertel 19. Jahrhundert | D-1-82-123-48          | Einfirsthof                                                   |
| Obholz 1 (Standort)                                                   | Bauernhaus                                                     | Flachsatteldachbau mit Blockbau-Obergeschoss und umlaufender Laube, Giebel verbrettert, 1. Hälfte 18. Jahrhundert, Umbau des Hauses 2. Hälfte 19. Jahrhundert                                                                                            | D-1-82-123-57          | weitere Bilder                                                |
| In Pfaffing (Standort)                                                | Katholische Filialkirche St. Margaretha                        | Saalkirche mit eingezogenem Chor und Dachreiter, geweiht 1524, barockisiert im 17./18. Jahrhundert; mit Ausstattung | D-1-82-123-58          | weitere Bilder                                                |
| Pfaffing 2 (Standort)                                                 | Bildstock                                                      | Tuffpfeiler, bezeichnet mit 1602; neuzeitliche Aufstellung westlich der Kirche | D-1-82-123-59          | Bildstock                                                     |
| Pfisterer (Standort)                                                  | Bildstock                                                      | Tuffpfeiler, um 1600; westlich des Hofes | D-1-82-123-60          | Bildstock                                                     |
| Reiter 1 (Standort)                                                   | Bauernhaus                                                     | Flachsatteldachbau mit Blockbau-Obergeschoss, mit giebelseitiger Laube und verbrettertem Giebelfeld, Ende 17. Jahrhundert | D-1-82-123-68          | Bauernhaus                                                    |
| Riedgasteig 1 (Standort)                                              | Bauernhaus                                                     | Flachsatteldachbau mit Blockbau-Obergeschoss, 1773, Kniestock mit Dachaufbau und Giebellaube 2. Hälfte 19. Jahrhundert, Erdgeschoss 1995 neu aufgemauert, Wirtschaftsteil 1935 erweitert                                                                 | D-1-82-123-69          | Bauernhaus                                                    |
| Riedl 1 (Standort)                                                    | Hakenhof                                                       | Wohnteil mit Blockbau-Obergeschoss, umlaufender Laube, Giebellaube und Haustür mit nachbarocken Schnitzereien, um 1820/30 | D-1-82-123-71          | Hakenhof                                                      |
| Flur Salzhub (Standort)                                               | Wegkapelle                                                     | Einfacher Satteldachbau, Anfang 19. Jahrhundert; mit Ausstattung | D-1-82-123-72          | weitere Bilder                                                |
| Schlachtham 1 (Standort)                                              | Bauernhaus                                                     | Flachsatteldachbau mit Blockbau-Obergeschoss und Laube, Ende 17./Anfang 18. Jahrhundert, am Wirtschaftsteil Bundwerk, um 1820/30 | D-1-82-123-73          | Bauernhaus                                                    |
| Schlachtham 3 (Standort)                                              | Skulptur                                                       | Spätmittelalterliches Vesperbild (Pieta), Holz, 1. Hälfte 15. Jahrhundert; im Giebel des Bauernhauses | D-1-82-123-74          | weitere Bilder                                                |
| Flur Schlachtham (Standort)                                           | Steinkreuz                                                     | Tuffstein, bezeichnet mit 1732; nördlich der Autobahn | D-1-82-123-75          | BW                                                            |
| Schlosser 1 (Standort)                                                | Bauernhaus                                                     | Zweigeschossiger Flachsatteldachbau mit verbrettertem Kniestock, und Giebellauben, Schalbretter mit reichen Aussägearbeiten, bezeichnet mit 1875, Wirtschaftsteil erneuert                                                                               | D-1-82-123-76          | Bauernhaus                                                    |
| Schwaig 9 (Standort)                                                  | Wohnteil eines Bauernhauses                                    | Flachsatteldachbau mit Blockbau-Obergeschoss, bezeichnet mit 1719, Dach und Lauben 1977 | D-1-82-123-77          | Wohnteil eines Bauernhauses                                   |
| Schwibich 1 (Standort)                                                | Hofkapelle                                                     | Schlichter Satteldachbau, Ende 18. Jahrhundert; mit Ausstattung | D-1-82-123-78          | Hofkapelle                                                    |
| Schwibich 2 (Standort)                                                | Blockbau-Obergeschoss des ehemaligen Bauernhauses „Beim Zotz“  | 2. Hälfte 17. Jahrhundert, 1994/95 von Sperlasberg, Gemeinde Irschenberg, transferiert und auf nach altem Grundriss neu gemauertem Erdgeschoss wiedererrichtet; in die Erdgeschosszone die historische Blockwand der Nordostecke (freigelegt) einbezogen | D-1-82-123-89          | Blockbau-Obergeschoss des ehemaligen Bauernhauses „Beim Zotz“ |
| Sinnetsbichl 5 (Standort)                                             | Einfirsthof                                                    | Zweigeschossiger Flachsatteldachbau mit Balusterlauben und reich profilierten Balkenköpfen, am First bezeichnet mit 1831, Wandmalereien 1948 erneuert | D-1-82-123-79          | BW                                                            |
| Sperlasberg 3 (Standort)                                              | Bauernhaus                                                     | Flachsatteldachbau mit Blockbau-Obergeschoss und Laube, 2. Viertel 17. Jahrhundert | D-1-82-123-81          | Bauernhaus                                                    |
| Flur Staudinger (Standort)                                            | Bildstock                                                      | Tuffpfeiler, 2. Hälfte 16. Jahrhundert; an der Straße | D-1-82-123-70          | weitere Bilder                                                |
| Unterberg 1 (Standort)                                                | Einfirsthof, sogenannt „Bäck“                                  | Flachsatteldachbau mit Blockbau-Obergeschoss, Laube und verbretterter Giebellaube, 1. Hälfte 18. Jahrhundert, massives Erdgeschoss 1977 | D-1-82-123-7           | weitere Bilder                                                |
| Flur Unterkretzach (Standort)                                         | Ehemaliger Getreidekasten                                      | Kleiner Blockbau, 17. Jahrhundert; an der Straße | D-1-82-123-82          | Ehemaliger Getreidekasten                                     |
| Wartbichl 1 (Standort)                                                | Bauernhaus                                                     | Flachsatteldachbau mit Blockbau-Obergeschoss, umlaufender Balusterlaube und Giebellaube, Ende 18. Jahrhundert, Wirtschaftsteil erneuert | D-1-82-123-83          | BW                                                            |
| Wieser 1 (Standort)                                                   | Wohnteil des Bauernhauses                                      | Flachsatteldachbau mit Blockbau-Obergeschoss und Laube, Giebelfeld verbrettert, 18. Jahrhundert | D-1-82-123-85          | Wohnteil des Bauernhauses                                     |
| Wilparting 2 (Standort)                                               | Katholische Filial- und Wallfahrtskirche St. Marinus und Anian | Wandpfeilersaalkirche mit leicht eingezogenem Chor und Westturm mit Zwiebelhaube, im Kern spätgotischer Ausbau einer vorgotischen Anlage, Umbau von Johann Mayr d. Ä. von der Hausstatt 1697, erneuert nach Brand 1724 und Turmbau; mit Ausstattung      | D-1-82-123-86          | weitere Bilder                                                |
| Wilparting 2 (Standort)                                               | Kapelle St. Vitus                                              | Zentralbau mit Kuppel und Dachreiter, 2. Hälfte 17. Jahrhundert, im Kern spätmittelalterliches Oktogon; mit Ausstattung | D-1-82-123-87          | weitere Bilder                                                |

## Ehemalige Baudenkmäler
In diesem Abschnitt sind Objekte aufgeführt, die früher einmal in der Denkmalliste eingetragen waren, jetzt aber nicht mehr. Objekte, die in anderem Zusammenhang also z. B. als Teil eines Baudenkmals weiter eingetragen sind, sollen hier nicht aufgeführt werden. Aktennummern in diesem Abschnitt sind ehemalige, jetzt nicht mehr gültige Aktennummern.

| Lage                                                                       | Objekt                      | Beschreibung | Akten-Nr.              | Bild                        |
| -------------------------------------------------------------------------- | --------------------------- | --- | ---------------------- | --------------------------- |
| Ahrain Ahrain 1 (Standort)                                                 | Inschrifttafel              | Bezeichnet mit dem Jahr 1837 am Giebel des Hauses Ahrainer Mühle                                                          |                        | Inschrifttafel              |
| Niklasreuth Niklasreuth 6 (Standort)                                       | Wohnhaus und Kramerei       | Putzbau mit Giebelbalkon und reich profilierten Balkenköpfen, um 1800, Ladeneingang 19./Anfang 20. Jahrhundert            |                        | Wohnhaus und Kramerei       |
| Hasling Haslinger Mühle 1 (Standort)                                       | Wohnteil                    | Mit Blockbau-Obergeschoss, umlaufender Laube und Giebellaube, bezeichnet mit dem Jahr 1676. Dach erneuert 1980            | D-1-82-123-56 Wikidata | Wohnteil                    |
| Buchfeld An der Straße Irschenberg-Pfaffing, Abzweigung Lanzing (Standort) | Bildstock                   | Fragment eines Bildstocks, Kreuzaufsatz, Tuffstein, wohl 17. Jahrhundert (Nicht mehr vorhanden)                           |                        | BW                          |
| Großschönau Großschönau 1 (Standort)                                       | Lüftlmalereien              | Aus dem Jahr 1785 von Jakob Pöheim (Beham), an der Giebelfront des 1962 neu erbauten Hauses (übertragen vom Vorgängerbau) |                        | Lüftlmalereien              |
| Harrain Harrain 1 (Standort)                                               | Wohnteil eines Bauernhauses | Zweigeschossiger Blockbau mit Giebelbalkon, um 1700. Zum Teil neuzeitlich ausgemauert                                     |                        | Wohnteil eines Bauernhauses |
| Hinterholz Hinterholz 1 (Standort)                                         | Wohnteil eines Bauernhauses | Mit Blockbau-Obergeschoss, 18. Jahrhundert, Dachaufbau 19./20. Jahrhundert                                                |                        | Wohnteil eines Bauernhauses |
| Hinteröd Locher 2 (Standort)                                               | Ehemaliges Bauernhaus       | Erhaltener Blockbau-Oberstock, erste Hälfte 18. Jahrhundert, aufgedoppelte Haustür, Mitte 19. Jahrhundert                 |                        | BW                          |
| Kogel Kogel 56 (Standort)                                                  | Haustür                     | Zum Bauernhaus gehörende, aufgedoppelte Haustür (Sterntür), 18. Jahrhundert                                               |                        | BW                          |
| Moos Moos 23 (Standort)                                                    | Wohnteil eines Bauernhauses | Mit Blockbau-Obergeschoss, Balusterlaube und Giebellaube, erstes Viertel 18. Jahrhundert                                  |                        | BW                          |
| Riedgasteig An der Straße (Standort)                                       | Bildstock                   | Tuffpfeiler, zweite Hälfte 16. Jahrhundert (Nicht mehr vorhanden)                                                         |                        | BW                          |
| Sperlasberg Sperlasberg 1 (Standort)                                       | Wohnteil eines Bauernhauses | Mit Blockbau-Obergeschoss, zweite Hälfte 17. Jahrhundert, Laube 19. Jahrhundert                                           |                        | BW                          |
| Wendling Wendling 4 (Standort)                                             | Ehemaliges Bauernhaus       | Wohnteil in Blockbauweise, 17. Jahrhundert, zum Teil ausgemauert (1978/79 stark erneuert)                                 |                        | BW                          |
| Wöllkam Wöllkam 7 (Standort)                                               | Wohnteil eines Bauernhauses | In Blockbauweise, 17. Jahrhundert, biedermeierlicher Giebelbalkon                                                         |                        | Wohnteil eines Bauernhauses |